# О’Брайен, Нил
Нил Джон О’Брайен (англ. Neil John O'Brien; род. 6 ноября 1978, Хаддерсфилд, Уэст-Йоркшир) — британский политик, член Консервативной партии.

## Биография
8 июня 2017 года победил на парламентских выборах в округе Харборо с результатом 52,3 %.
В мае 2018 года вошёл в число соучредителей консервативного аналитического центра Onward.
4 июля 2024 года состоялись досрочные парламентские выборы, по итогам которых О’Брайен вновь добился успеха в своём округе, именуемом после реорганизации Харборо, Оудби и Уигстон, набрав 36,9 % голосов против 32,2 %, полученных его основной соперницей, лейбористкой Хаджирой Пайрэни (Hajira Piranie).
22 июля 2025 года в ходе серии кадровых перемещений назначен теневым министром обновления политики и развития.